# Tomori Kusunoki
Tomori Kusunoki (楠木 ともり?, Kusunoki Tomori; Tokyo, 22 dicembre 1999) è una doppiatrice e cantante giapponese attualmente affiliata all'agenzia Sony Music Entertainment Japan.
È principalmente nota per aver doppiato Makima in Chainsaw Man e Shizuka Mikazuki in Zombie 100.

## Biografia
Kusunoki è nata a Tokyo il 22 dicembre 1999. Si è interessata all'intrattenimento fin da piccola e a tre anni ha iniziato a prendere lezioni di pianoforte. È stata anche membro della banda di ottoni della sua scuola durante le scuole medie e di un club di musica leggera durante le scuole superiori.
Durante questo periodo si iniziò ad interessare agli anime, in particolare a Kobato. Dichiarò che l'interpretazione di Kana Hanazawa della protagonista di quest'anime la ispirò a diventare una doppiatrice. Ebbe il suo primo ruolo nel 2017, doppiando una studentessa in Eromanga-sensei. Lo stesso anno ottenne la sua prima posizione principale in Kirara Fantasia, videogioco della rivista giapponese Manga Time Kirara, doppiando la protagonista. Nel 2018 viene scelta per il ruolo di Hazuki Kagimura, protagonista della serie anime Märchen Mädchen. Nello stesso anno viene scelta per il ruolo di Llenn nella serie anime Sword Art Online Alternative: Gun Gale Online per il quale canta anche la sigla di chiusura "To see the future", ed entra a far parte del progetto multimediatico di Konami BandMeshi, dove ha doppiato la chitarrista Yokaze Tsuyuri. Più tardi, nello stesso anno, viene scelta per doppiare Setsuna Yuki nel progetto multimediale di Love Live! Nijigasaki High School Idol Club. Nel 2019 ha vinto il premio come miglior doppiatrice emergente ai Seiyuu Awards insieme a Manaka Iwami, Coco Hayashi, Rina Honnizumi e Kaede Hondo.
Nel 2022 le viene diagnosticata la sindrome di Ehlers-Danlos, patologia che le causa difficoltà nella mobilità articolare, e per questa ragione abbandona il ruolo di Setsuna Yuki nel franchise di Love Live!, non potendo eseguire le performance in live del personaggio, e venendo quindi sostituita da Coco Hayashi.

## Ruoli

### Anime
2017
- Eromanga-sensei (studentessa)
- Senki zesshō Symphogear AXZ (ragazza)
- Just Because! (studentessa)
- L'ultimo viaggio delle ragazze (studentessa)
- Children of the Whales (Suzu)

2018
- Märchen Mädchen (Hazuki Kagimura)[4]
- Slow Start (Miki Tokura)
- Time Bokan 24 (Chiyotake)
- Sword Art Online Alternative: Gun Gale Online (Llenn)[5]
- Kiratto Pri Chan (Hikari Momoyama)
- Saiki Kusuo no psi-nan (maid)
- Last Period (Oracle)
- Anima Yell! (Kotetsu Tatejima)
- Akanesasu shōjo (Mayuki Tsukimi)
- Release the Spyce (Ichiga Saiga)

2019
- Il piano nella foresta (Emilia)
- Actors: Songs Connection (Hina Koji)
- Assassins pride (Melida Angel)
- Case File nº221: Kabukicho (Juli)
- Shoujo kageki All Starlight (Tamao Tomoe)
- City Hunter (studentessa)

2020
- Yu-Gi-Oh! Sevens (Romin Kirishima)
- The Misfit of Demon King Academy (Misha Necron)[13]
- Deca-Dence (Natsume)
- Love Live! Nijigasaki High School Idol Club (Setsuna Yuki)[8]
- I viaggi della strega - The Journey of Elaina (Selena)
- High School Fleet: The Movie (Azumi Abe)

2021
- Wonder Egg Priority (Neiru Aonuma, Airu Aonuma)
- Kemono jihen (Momoka Kaga)
- Seirei gensōki (Latifa)
- Muv-Luv Alternative (Sumika Kagami)
- My Senpai is Annoying (Futaba Igarashi)
- Cinderella Nine: The Story Continues (Yuzu Takanashi)
- Eiga Tropical-Rouge! Pretty Cure - Yuki no princess to kiseki no yubiwa! (Howan)

2022
- Petit Sekai (Yoisaki Kanade)
- Aharen-san wa hakarenai (Hanako Satō)
- Prima Doll (Karasuba)
- Yu-Gi-Oh! Go Rush!! (Rovian Kirishima)
- Chainsaw Man (Makima)[14]
- To Your Eternity (Hisame)[15]
- Tiger & Bunny 2 (Lara Tsaikoskaya)
- Bastard!! (Tia Noto Yoko)

2023
- Spy Classroom (Annette)
- Nijiyon Animation (Setsuna Yuki)[16]
- Endo and Kobayashi Live! The Latest on Tsundere Villainess Lieselotte (Lieselotte Riefenstahl)
- Reborn to Master the Blade: From Hero-King to Extraordinary Squire (Leone Olfa)
- Magical Destroyers (Kyōtarō)
- Zombie 100 - Cento cose da fare prima di non-morire (Shizuka Mikazuki)[17]
- KamiErabi God.app (Iyo Funata)
- Rail Romanesque 2 (Mumumu)
- I tormenti della vampira reclusa (Terakomari Gandesblood)[18]
- Tearmoon Empire (Anne Littstein)
- Buta no rebā wa kanetsu shiro (Jess)
- Our Dating Story: The Experienced You and The Inexperienced Me (Akari Tanikita)

2024
- Demon Slave (Aoba Wakura)[19]
- Mashle (Tsurara Halestone)[20]

### Videogiochi
2017
- Revolve- (May Shirayuki)
- Kirara Fantasia (Kirara, Kotetsu Tatejima, Miki Tokura)[3]
- Dragon Quest Rivals (Seraphi)

2018
- War of Brains (Rosa)
- Sword Art Online: Fatal Bullet (Llenn)
- Love Live! School Idol Festival (Setsuna Yuuki)[8]
- Aurora Lemuria ~Hidden elements~ (Masha)
- Kuroneko project (Hibiki Oji)
- Onsen musume (Ririn Otemachi)
- White Cat Project (Piana Mayhern)
- Hanazono Gakuen (Vivi)
- Hortensia Saga -Ao no Kishidan- (Plenshell)
- Shōjo kageki revue Starlight -Re LIVE- (Tamao Tomoe)
- Vital Gear (Flavalette)
- REversal Othellonia (Canary)
- Destiny Child (Venus)
- Stellar Girl (Polymer)

2019
- Non-Anthropology Academy -Extraordinary Ones- (Ittan-momen)
- Merry Garland (Pilkill)
- Seiken Manifestia (Hinako Sakomizu, Ichiko Miyazawa, Celine Idemitsu)
- Monster Strike (Jiutou Zhiji, Regulus, Nebanjyakujou)
- Engage Princess ~ Sleeping Princess and Dream Wizard ~ (Gloria)
- Brown dust (Rekurisu)
- Azur Lane (I-58, USS Seattle, HMS Glasgow)
- Shōmetsu toshi 0 (Ayame)
- Cinderella Nine (Yuzu Takanashi)
- Sword and balance detectory (Linette)
- Dragon Quest Rivals (Seraphy)
- Like a lion (Nohime)
- Love Live! School Idol Festival All Stars (Setsuna Yuki)
- Touhou Cannonball (Aun Koreino)
- Youkai Shoden ~ Mononoke Sankaikei ~ (Hanarin)

2020
- Nyangrila (Lara)
- 8 beat Story ♪ (Quell)
- BATON = RELAY (Yakumo Tsutsumi)
- Cytus 2 (Vanessa)
- Kyoutou kotodaman (Utaware, Korobishop, San Death Goemon, Tariyadari, Nshaka)
- Granblue Fantasy (Chulainn)
- Final Fantasy Crystal Chronicles Remastered Edition (Bell Datt)
- Dragon Quest X (Seraphy)
- Hatsune Miku: Colorful Stage! (Kanade Yoisaki)
- RANBU Sangokushi Ranbu (Xun Yu, Lu Xun)
- Touhou LostWord (diversi personaggi)
- Project Sekai: Colorful Stage! feat. Hatsune Miku (Kanade Yoisaki)

2021
- War of the Visions: Final Fantasy Brave Exvius (Creysse)
- Seirei gensōki: Another Tale	Latifa (Browser)
- Alchemy Stars (Vice)
- Idoly Pride (Satomi Hashimoto)
- Brave Frontier Rezona (Leonora)
- Slime: Isekai Memories (Shinsha)
- Project MIKHAIL (Sumika Kagami)

2022
- Deemo II (Echo)
- Bravely Default: Brilliant Lights (Claire)
- Heaven Burns Red (Ruka Kayamori)
- Isekai ni tobasaretara papa ni nattan daga: Spirit Knight Story (Koi)
- Monster Hunter Rise Sunbreak (Chichae)

2023
- Goddess of Victory: Nikke (Viper, Makima)
- Magia Record (Ebony)

2024
- Honkai: Star Rail (Firefly)[21]
- Ex Astris (Astero)

## Discografia

### Album in studio
| Data di uscita   | Titolo          | Posizione più alta in classifica Oricon |
| ---------------- | --------------- | --------------------------------------- |
| 19 agosto 2020   | Hamidashimono   | 14                                      |
| 28 aprile 2021   | Forced Shutdown | 4                                       |
| 10 novembre 2021 | narrow          | 9                                       |
| 24 maggio 2023   | Presence        | 34                                      |
| 24 maggio 2023   | Absence         | 35                                      |

### Album live
| Data di uscita   | Titolo                                                 |
| ---------------- | ------------------------------------------------------ |
| 10 novembre 2021 | Tomori Kusunoki Story Live "LOOM-ROOM #725 - ignore"   |
| 10 luglio 2022   | Kusunoki Tomori Birthday Live 2021 "Reunion of Sparks" |